# Vyans-le-Val
Vyans-le-Val é uma comuna francesa na região administrativa de Borgonha-Franco-Condado, no departamento de Alto Sona. Estende-se por uma área de 3,32 km². Em 2010 a comuna tinha 457 habitantes (densidade: 137,7 hab./km²).